# Bourlinguer
 (août 2025).
Si vous disposez d'ouvrages ou d'articles de référence ou si vous connaissez des sites web de qualité traitant du thème abordé ici, merci de compléter l'article en donnant les références utiles à sa vérifiabilité et en les liant à la section « Notes et références ».
Bourlinguer est un recueil de onze récits publié par Blaise Cendrars en 1948 chez Denoël.

## Historique
Après L'Homme foudroyé (1945) et La Main coupée (1946), Bourlinguer constitue le troisième des quatre volumes de mémoires de Cendrars qui, selon le mot de leur auteur, « sont des Mémoires sans être des Mémoires ». En 1949, Le Lotissement du ciel achèvera cette tétralogie.
Bourlinguer est à l'origine une œuvre de commande : chaque récit devait accompagner une gravure de Valdo Barbey, mais le développement considérable de certains textes (Anvers, Gênes, Paris Port-de-mer) a entraîné la transformation du projet et finalement la création d'une œuvre à part entière.
Les 11 récits réunis dans Bourlinguer sont de dimensions très variables et chacun d'entre eux porte le nom d'un port, réel ou fictif : Venise, Naples, La Corogne, Bordeaux, Brest, Toulon, Anvers, Gênes, Rotterdam, Hambourg, Paris Port-de-mer. Gênes, où Cendrars propose un récit mythique de son enfance à Naples, marque le sommet du recueil.

## Éditions
- Paris, Denoël, 1948
- Paris, Le Club du meilleur livre, 1953 ; d'après les maquettes originales de Robert Massin
- Lausanne, La Guilde du Livre, 1953 ; avec des photographies de ports
- Paris, Le Club français du livre, 1957 ; d'après les maquettes de Bernard Kagane, couverture en forme de passeport
- Dans À l'aventure, pages choisies, Paris, Denoël, 1958
- Paris, Le Livre de poche, 1959
- Dans Œuvres complètes, Paris, Denoël, t. VI, 1961
- Dans Œuvres complètes, Paris, Le Club français du livre, 1970
- Paris, Gallimard, coll. « Folio », 1974
- Paris, Denoël, coll. « Tout autour d'aujourd'hui », t. 9, 2003 ; avec les gravures de Valdo Barbey ; rexte présenté et annoté par Claude Leroy
- Dans Partir, Paris, Gallimard, coll. « Quarto », édition établie et présentée par Claude Leroy, 2011
- Dans Œuvres autobiographiques complètes, Paris, Gallimard, Bibliothèque de la Pléiade, t. II, 2013 ; notice et notes de Jean-Carlo Flückiger

## Études
- Yvette Bozon-Scalzitti, Blaise Cendrars ou la passion de l'écriture, Lausanne, L'âge d'homme, 1977
- Bourlinguer à Méréville (textes réunis par Claude Leroy), Paris-Caen, Minard-Lettres modernes, série « Blaise Cendrars », n° 3, 1991 ; avec un dossier sur la genèse et l'évolution du projet.

## Sources
- Notices sur le catalogue général de la Bibliothèque nationale de France